# Thomas E. A. Hansen
Thomas Erik Albertsen Hansen (født 28. maj 1879 i Kolding, død 25. oktober 1948 i Gentofte) var en dansk billedhugger.
Han var søn af en slagter, fik efter skoletiden en uddannelse som billedskærer, gik på Kolding Tekniske Skole og blev i november 1898 optaget på Kunstakademiet i København. Modtog til foråret 1902 undervisning af professor Theobald Stein og blev siden elev af samt assistent ved billedhuggeren Anders Bundgaard.
Var i de første år kunstnerisk præget af sin lærer samt en del af Rudolph Tegner. Viste sine værker første gang i 1907 på Den frie Udstilling, var siden repræsenteret på bl.a. Kunstnernes Efterårsudstilling, Landsudstillingen i Aarhus 1909, Den baltiske Udstilling i Malmø 1914, på Charlottenborg- udstillinger og i Kunstnerforeningen af 18. november.
Thomas Hansen foretog flere studierejser til udlandet, besøgte Tyskland, Italien, Frankrig, Spanien, Schweiz og arbejdede en tid hos billedhuggeren Richard Kissling i Zürich. Udførte en del religiøse værker, bl.a. nogle billedskærerarbejder i til kirker, lavede enkelte portrætbuster, noget keramik, 4 symbolske figurer til domhuset i Kolding og 2 bronzefigurer til Kolding Handelshøjskole.
Modtog Zach. Jacobsens legat, flere priser fra Akademiet samt midler fra Hielmstierne-Rosencrone-fonden og blev tildelt Eckersberg Medaillen for figuren Forladt.